# Município de Muhlenberg (Ohio)
O município de Muhlenberg (em inglês:  Muhlenberg Township) é um município localizado no condado de Pickaway no estado estadounidense de Ohio. No ano de 2010 tinha uma população de 901 habitantes e uma densidade populacional de 15,37 pessoas por km².

## Geografia
O município de Muhlenberg encontra-se localizado nas coordenadas 39° 41′ 56″ N, 83° 06′ 55″ O. Segundo o Departamento do Censo dos Estados Unidos, o município tem uma superfície total de 58.61 km², da qual 58,21 km² correspondem a terra firme e (0,68 %) 0,4 km² é água.

## Demografia
Segundo o censo de 2010, tinha 901 pessoas residindo no município de Muhlenberg. A densidade populacional era de 15,37 hab./km². Dos 901 habitantes, o município de Muhlenberg estava composto pelo 98,45 % brancos, o 0,22 % eram afroamericanos, o 0,11 % eram amerindios, o 0,11 % eram asiáticos e o 1,11 % eram de uma mistura de raças. Do total da população o 0,67 % eram hispanos ou latinos de qualquer raça.